# Het geheimzinnige eiland
Het geheimzinnige eiland (Franse titel “L'Île mystérieuse”) is een roman van de Franse schrijver Jules Verne uit 1874. Het is een vervolg op twee eerdere verhalen van Verne: De kinderen van kapitein Grant en Twintigduizend mijlen onder zee. De ondertoon van het verhaal is anders dan in die twee verhalen.

## Inhoud

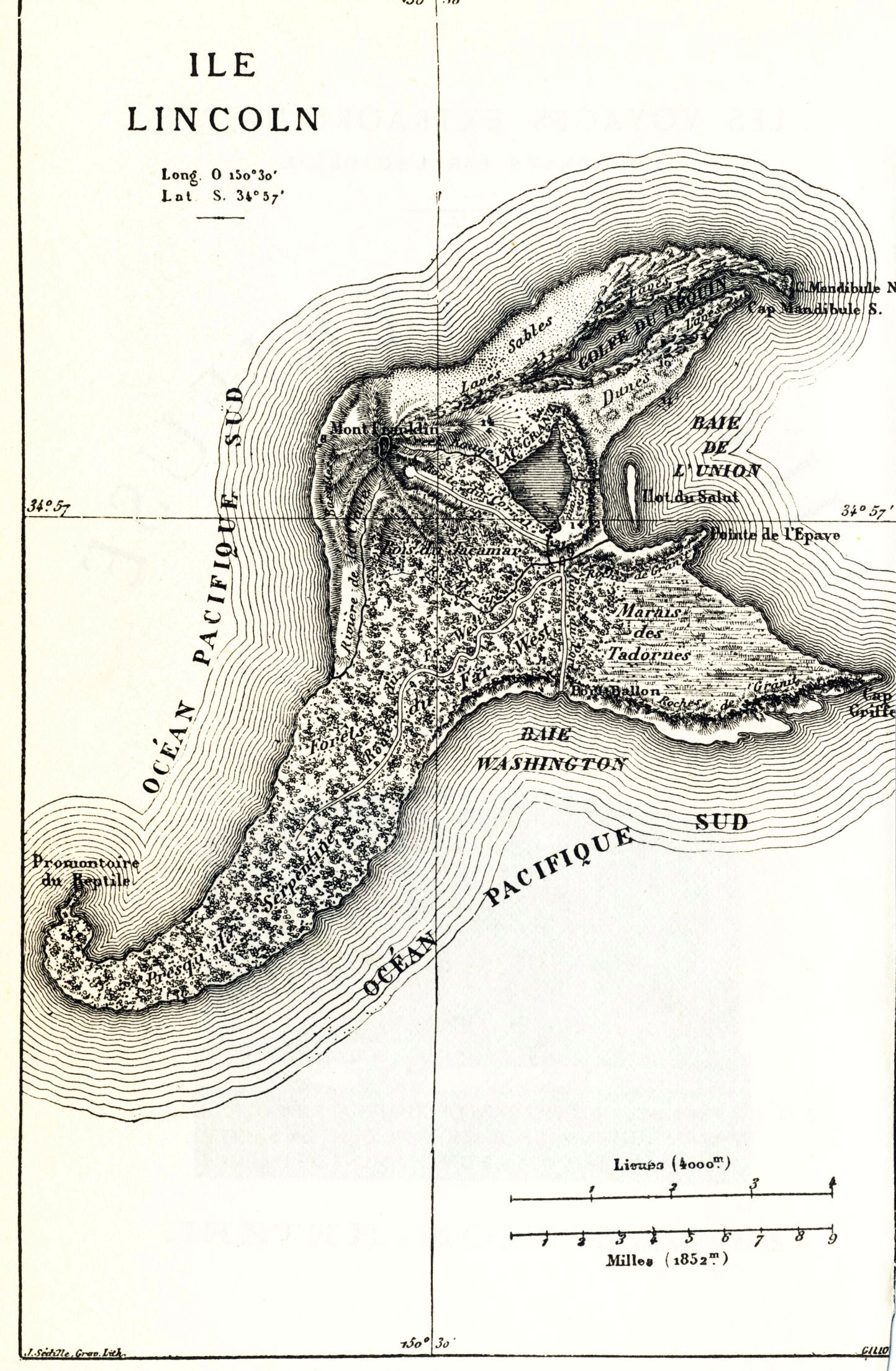
Kaart van het eiland Lincoln

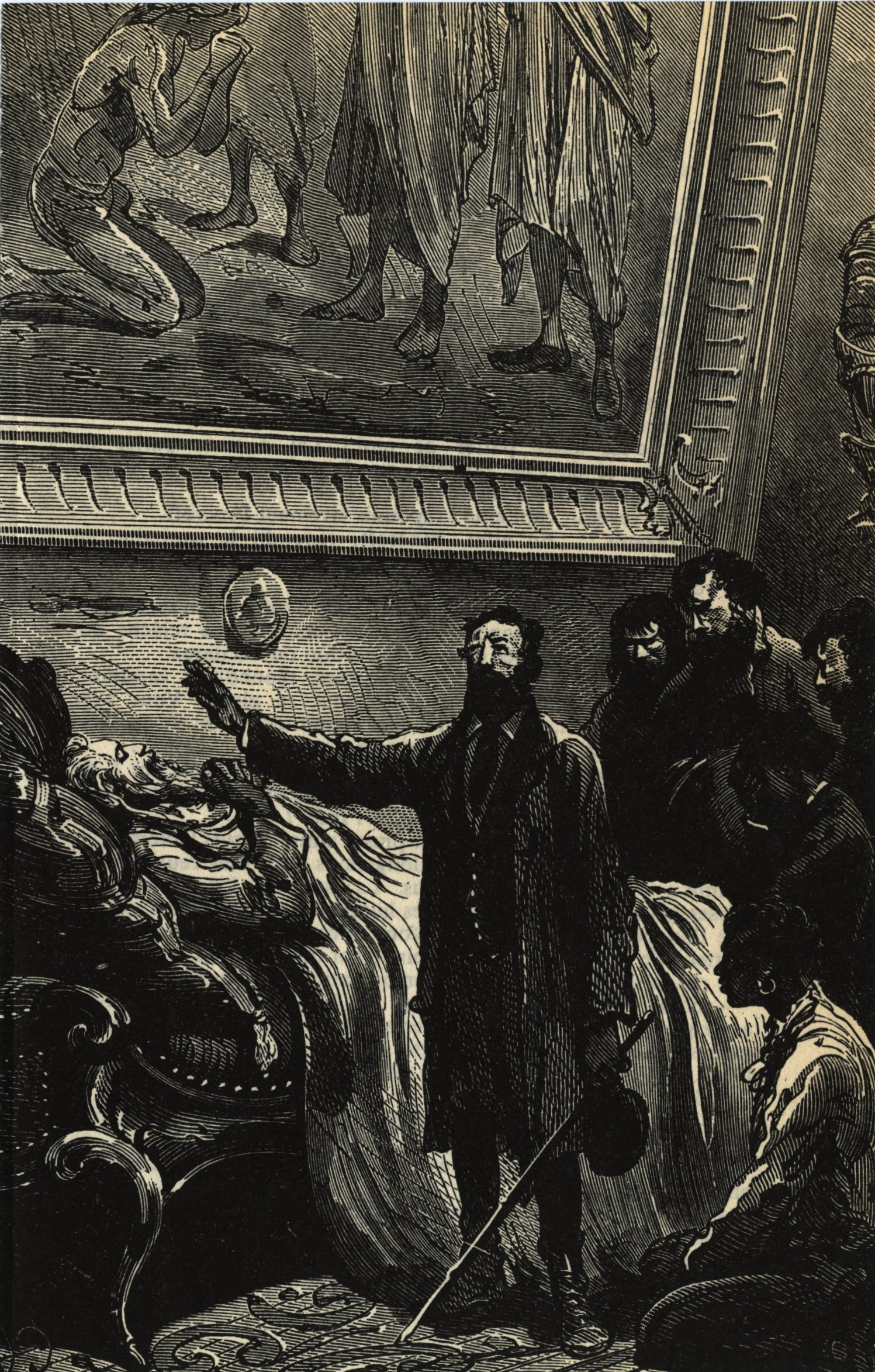
Cyrus Smith zegent kapitein Nemo op diens sterfbed

Het verhaal begint op het einde van de Amerikaanse Burgeroorlog. Richmond, de hoofdstad van de zuidelijke staten wordt belegerd door de noordelijken. Tijdens het beleg ontsnappen vijf noordelijke gevangenen door een luchtballon te kapen. Deze vijf zijn de spoorwegingenieur Cyrus Smith (Harding in sommige vertalingen), zijn bediende, de voormalige zwarte slaaf Nab (afkorting van Nabochodonosor; Smith is als noordelijk officier een fel abolitionist), de zeeman Bonaventure Pencroff, diens jonge leerling Harbert Brown, en de journalist Gédéon Spilett (in vertaling meestal Gideon Spilett). Ook aanwezig bij het gezelschap is Cyrus Smiths hond Top.
Het gezelschap komt in een storm terecht en stort neer op een vulkanisch eiland in de Grote Oceaan, ongeveer 2.500 kilometer ten oosten van Nieuw-Zeeland. Ze noemen het eiland "Lincoln" als eerbetoon aan de toenmalige Amerikaanse president Abraham Lincoln. 
De vijf luchtschipbreukelingen zijn op het eiland geland zonder enig gerief of gereedschap, zelfs geen mes. Maar door de technisch-wetenschappelijke kennis van Cyrus Smith weten ze toch een comfortabel leven op het eiland uit te bouwen. Smith weet onder meer ijzer, baksteen, nitroglycerine en glas te vervaardigen en maakt een hydraulische lift en een elektrische telegraaf. Het eiland telt heel wat verschillende planten en dieren, waar de jonge Harbert veel van af weet. Spilett is dan weer een uitstekend jager. Ze beginnen aan landbouw en veeteelt te doen. Ze beschouwen zichzelf als "kolonisten" van het eiland en niet langer als schipbreukelingen. 
Tijdens hun eerste maanden op het eiland trotseert de groep slechte weersomstandigheden en andere gevaren. Ze vinden een orang-oetan, temmen hem en noemen hem Jup.
Intussen vinden er af en toe vreemde gebeurtenissen plaats, alsof iemand de kolonisten wil helpen. Top wordt op mysterieuze wijze gered van een wilde doejong. Op het strand vinden ze een kist vol wapens, gereedschap en boeken. Als ze met een zelfgebouwde boot een proefvaart maken, vinden ze voor de kust een fles met een brief erin, waaruit blijkt dat op een nabijgelegen eiland Tabor nog een schipbreukeling zit. Drie van hen reizen onder commando van Pencroff met de boot naar dat eiland. Ze vinden er een man die zich gedraagt als een wild beest. Hij wordt met de boot teruggebracht naar het eiland Lincoln. Op de terugreis worden ze verrast door een storm maar ze vinden hun weg terug naar Lincoln dankzij een vuurbaken. Niemand weet wie dit licht heeft ontstoken.
Al die onverklaarbare feiten geven de indruk dat ze niet alleen zijn op het eiland. Intussen is de verwilderde man weer tot menselijk besef gekomen. Hij wil eerst niet met de vijf Amerikanen samen leven want ze zijn "eerlijke mensen" en hij niet. In volle berouw vertelt hij dat hij de Schot Tom Ayrton is, de misdadiger uit de De kinderen van kapitein Grant die door het schip de Duncan werd achtergelaten op Tabor. Ayrton leefde twaalf jaar op Tabor en verwilderde. De vijf erkennen zijn berouw en aanvaarden Ayrton als een van hen. 
Op een dag arriveert een schip voor het eiland Lincoln. Het blijkt een piratenschip te zijn, dat het eiland als schuilplaats wil gebruiken. Het schip wordt kort daarop op mysterieuze wijze vernietigd door een explosie. Enkele piraten weten aan land te komen en bedreigen het bestaan van de kolonisten. Ze vernietigen hun boot en verwonden Harbert met een kogel. Harberts toestand lijkt hopeloos, maar uiteindelijk wordt hij gered doordat plots een geneesmiddel verschijnt. Kort daarop worden de piraten dood teruggevonden. Voor de kolonisten is er nu geen twijfel meer dat een mysterieuze genius hen beschermt. 
Het mysterie wordt opgelost als ze een tijd nadien een aanwijzing krijgen die hen leidt naar een enorme grot onder het eiland. In die grot ligt de Nautilus, de onderzeeër van kapitein Nemo. 
De Nautilus overleefde de draaikolk waar hij in de climax van Twintigduizend mijlen onder zee in belandde. De grot is al jaren de schuilplaats van het schip, waar Nemo alleen op verblijft, want alle andere bemanningsleden zijn inmiddels gestorven.  Nemo, nu een oude man, voelt zijn einde naderen en onthult aan de bewoners van het eiland dat hij hun geheimzinnige beschermer was. Hij vertelt ook dat hij eigenlijk een Indische prins was. Even daarna sterft Nemo, waarna de kolonisten overeenkomstig zijn laatste wil zijn duikboot doen zinken naar de bodem van de grot, waar Nemo in vrede kan rusten.
De kolonisten blijven verweesd achter en proberen zo snel mogelijk een schip te bouwen om te kunnen vertrekken, want de vulkaan op Lincoln wordt steeds actiever en Nemo heeft hen gewaarschuwd dat het eiland kan ontploffen als het water van de grot ooit in de vulkaan stroomt, wat vroeg of laat moet gebeuren.
Het schip is bijna af als een geweldige explosie het eiland totaal vernietigt. Er blijft enkel een kale rots van boven water steken. De zes mannen en de hond (de aap Jup is omgekomen) weten zich te redden op de rots, maar zonder eten en drinken is hun toestand hopeloos. Toch worden ze net op tijd gered door de Duncan (het schip uit “De kinderen van kapitein Grant”), dat terugkwam naar het eiland Tabor om Ayrton op te halen. Als een laatste dienst aan hen had kapitein Nemo een brief achtergelaten op Tabor met de vermelding van het eiland Lincoln.
Het verblijf van de kolonisten op Lincoln heeft vier jaar geduurd. Met een schat aan parels die ze van kapitein Nemo hebben gekregen kopen ze landbouwgrond in de Verenigde Staten waar de vijf mannen en de hond samen verder hun kolonie voortzetten.

## Film- en tv-bewerkingen
- The Mysterious Island (1929): een film losjes gebaseerd op het achtergrondverhaal van kapitein Nemo.
- Mysterious Island (1941): een Sovjet-productie
- Mysterious Island (1951)
- Mysterious Island (1961)
- La Isla misteriosa y el capitán Nemo (1973), een miniserie.
- Mysterious Island (1982)
- Mysterious Island (televisieserie): een kort lopende Canadese televisieserie.
- Mysterious Island (2005): een televisiefilm.
- Journey 2 the Mysterious Island (2012)

## Andere referenties
- De Japanse anime Nadia: The Secret of Blue Water, van Gainax, is voor een groot deel geïnspireerd door dit boek.
- Het computerspel Myst is gebaseerd op het boek.
- Het computerspel Return to Mysterious Island (2004) is een vervolg op het boek.
- In de stripreeks, The League of Extraordinary Gentlemen van Alan Moore komt het eiland voor.
- De bedenker van de Amerikaanse serie Lost noemt “het geheimzinnige eiland” als een van zijn inspiratiebronnen.[bron?]